# One of the Living
One of the Living ist ein Lied von Tina Turner aus dem Jahr 1985, das von Holly Knight geschrieben und von Mike Chapman produziert wurde. Es war Bestandteil des Soundtracks zum Film Mad Max – Jenseits der Donnerkuppel und erschien auf dem zugehörigen Soundtrack sowie als Single.

## Hintergrund
Der Song wurde von Holly Knight geschrieben und von Mike Chapman produziert. Knight spielte auch die Keyboards, übernahm Programmierung und Hintergrundgesang. Co-Produzenten und für den Mix verantwortlich waren Steve Thompson und Michael Barbiero, Toningenieur war Alexander Haas. Gitarre und weiteren Hintergrundgesang übernahm Gene Black. Das Saxofon-Solo wurde von Tim Cappello eingespielt. Es handelt sich um einen Rocksong mit Einflüssen aus dem Hard Rock. Der Songtext weist Ähnlichkeiten zum Filmplot auf und handelt vom Überleben in einer Wüstenumgebung.

## Musikvideo
Es existiert ein Musikvideo, das Tina Turner mit einer auffälligen roten E-Gitarre zeigt sowie Ausschnitte aus dem Film Mad Max – Jenseits der Donnerkuppel.

## Veröffentlichung und Rezeption
One of the Living erschien im September 1985 als Single sowie im selben Jahr als Teil des Soundtracks zu Mad Max – Jenseits der Donnerkuppel. Die Single erschien weltweit in verschiedenen Ausführungen, die sich durch die Anzahl und Auswahl der B-Seiten unterscheiden. Darunter sind die 4:10 Minuten lange Singleversion, die 5:58 Minuten lange Extended Version, die zugleich die Albumversion darstellt, die 4:56 Minuten lange Dub Version, sowie der 7:56 Minuten lange Special Club Mix.
| ChartsChartplatzierungen       | Höchstplatzierung | Wochen |
| ------------------------------ | ----------------- | ------ |
| Deutschland (GfK)              | 6 (15 Wo.)        | 15     |
| Österreich (Ö3)                | 12 (2½ Mt Wo.)    | 2½ Mt  |
| Schweiz (IFPI)                 | 9 (9 Wo.)         | 9      |
| Vereinigtes Königreich (OCC)   | 55 (3 Wo.)        | 3      |
| Vereinigte Staaten (Billboard) | 15 (18 Wo.)       | 18     |